# Werner Rataiczyk

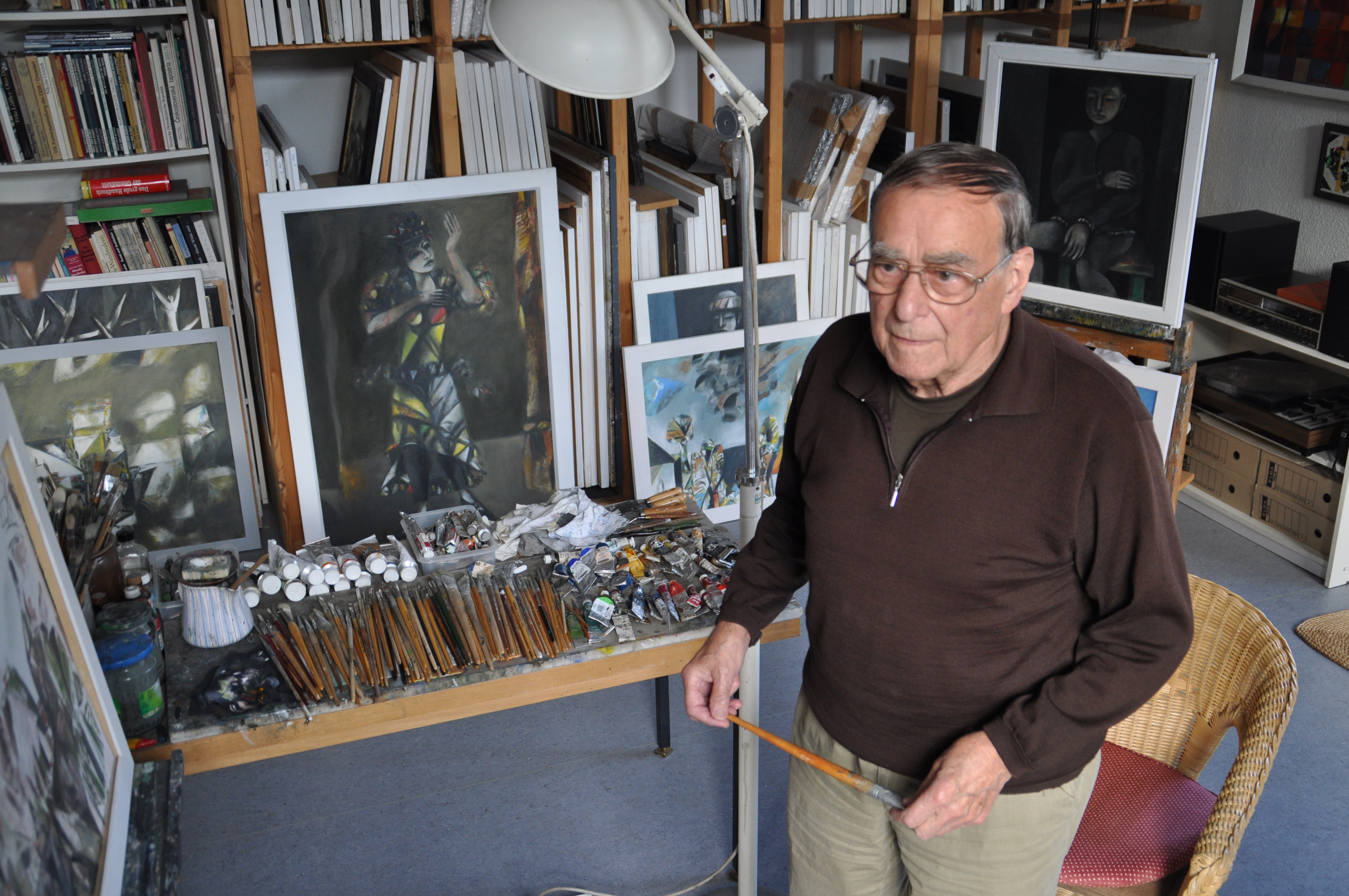
Werner Rataiczyk in seinem Atelier in der Talstraße 23 in Halle (Saale), 2010, Foto: Matthias Rataiczyk

Werner Rataiczyk (* 23. Juni 1921 in Eisleben; † 3. Januar 2021 in Halle (Saale)) war ein deutscher Maler und Grafiker. Sein Werk umfasst Gemälde, Zeichnungen, Grafiken, Bildteppiche, Kunst am Bau, wie eine Vielzahl an farbigen Glasfenstern und Wandgestaltungen. Es ist geprägt von der Rezeption der Klassischen Moderne, die er ab 1947 im Umkreis der Burg Giebichenstein Kunsthochschule Halle zu einem eigenen Stil weiterentwickelte. Sein Werk gehört zur Halleschen Schule. Wichtigster Begleiter seiner künstlerischen Entwicklung war sein Lehrer Erwin Hahs. Seit Beginn der 1950er Jahre waren es vor allem Vertreter der modernen Kunst in Frankreich, wie Jean Lurçat, Jean Picart Le Doux und Marc Saint-Saens, die ihn zu einem der wichtigsten Künstler der Wiederbelebung der Tradition des Bildteppichs in Mitteldeutschland nach dem Zweiten Weltkrieg werden ließen.

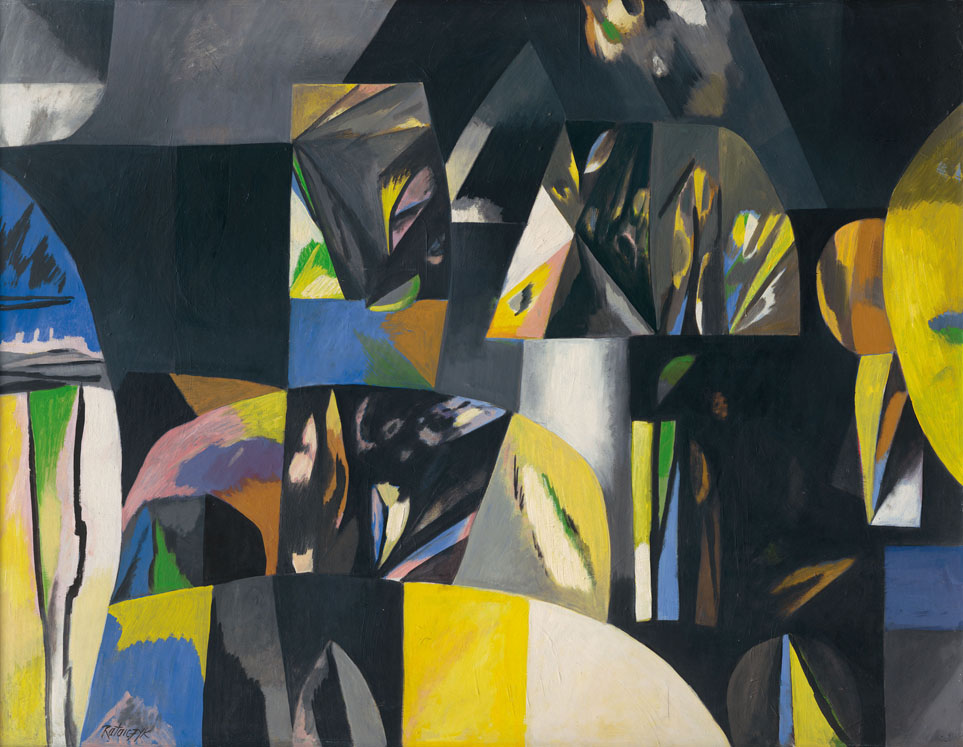
Werner Rataiczyk: Felsiges Ufer, 1961, Öl auf Hartfaser, 85 × 100 cm, Nachlass des Künstlers, Foto: Matthias Rataiczyk

## Leben und Wirken
Rataiczyk absolvierte von 1936 bis 1939 eine Lehre als  Gebrauchsgrafiker. 1940 wurde er zum Reichsarbeitsdienst eingezogen. Von 1941 bis 1945 nahm er als Soldat der Wehrmacht in Nordafrika und Italien am Zweiten Weltkrieg teil. Während seiner britischen Kriegsgefangenschaft absolvierte er ein Studium an der „Lageruniversität“ Fayed bei Georg Roppel (1911–1954) und Gerhard Wendland. 1946 konnte er in die Heimat zurückkehren und studierte bis 1952 Malerei bei Erwin Hahs an der Kunsthochschule Burg Giebichenstein in Halle (Saale). Nach seinem Diplom wurde er 1952 in den Verband Bildender Künstler der DDR aufgenommen, dem er dann bis 1990 angehörte.
Bereits in den frühen 1950er Jahren führte die Reduktion der Bildgegenstände und der Formensprache zu einer künstlerischen Abstraktion der Motive. Hierbei spielte für die Entwicklung seines malerischen Schaffens die Auseinandersetzung mit dem Werk von Pablo Picasso und für seine Bildteppiche die Entdeckung des modernen französischen Gobelins eine bedeutende Rolle. 1952 heiratete er Rosemarie Rost. Gemeinsam mit ihr, der Malerin und Bildwirkerin Rosemarie Rataiczyk, baute er eine private Gobelinwerkstatt auf. In den Jahren von 1955 bis 1999 entstanden mehr als fünfzig zum Teil großformatige Gobelins, für die Werner Rataiczyk die Kartons entwarf und die seine Frau Rosemarie Rataiczyk in aufwendiger Handarbeit ausführte. Bei der Anfertigung der großformatigen Bildteppiche im Atelier des Künstlerpaares wirkten über die Jahre verschiedene Helferinnen mit, z. B. Barbro Wiederhold und Erdmute Frank. Einer der prominentesten Aufträge kam 1965 vom Intendanten der Komischen Oper in Berlin, Walter Felsenstein, der im Rahmen der Modernisierung des Theatergebäudes 1965/66 die beiden großformatigen Gobelins Der Mann und Die Frau bestellte.
Parallel dazu entstanden sein umfangreiches malerisches Schaffen sowie seit Mitte der 1960er Jahre zahlreiche baugebundene Werke für Kirchen und öffentliche Repräsentationsräume. So entwarf er bis 1992 für katholische und evangelische Kirchen wie auch für profane Gebäude zahlreiche farbige Glasfenster. Die Ausführungen erfolgten in unterschiedlichen Betrieben. Von 1966 bis in die Mitte der 1970er Jahre beschäftigte sich Werner Rataiczyk mit der Lithografie. Es folgte der Aufbau einer eigenen Lithowerkstatt. Etwas Besonderes stellt seine Mitarbeit von 1963 bis 1969 an der 13-teiligen Puppentrickfilmserie Feffi Kunterbunts Abenteuer für die DEFA dar. Idee und Buch stammten von Gerd E. Schäfer und Heinz Draehn, die Regie führte Klaus Georgi (ab 1966 Werner Hammer). Nach den Entwürfen von Werner Rataiczyk (ab 1966 Zusammenarbeit mit Otto Gerhard Müller) wurden im Studio für Trickfilme der DEFA in Dresden die Puppen und anfänglich auch die Szenen-Hintergründe geschaffen. Erstausstrahlung der Filme war ab Sommer 1964 im Fernsehen der DDR.
Seit seiner Rückkehr aus der Kriegsgefangenschaft lebte und arbeitete er gemeinsam mit seiner Frau und seinen beiden Kindern in Halle (Saale). 1960 wurde sein Sohn Matthias Rataiczyk, ein Jahr später seine Tochter Marcella Rataiczyk geboren. 1991 gehörte er zu den Gründungsmitgliedern des Kunstvereins „Talstrasse“ e.V., dem heutigen Trägerverein der Kunsthalle „Talstrasse“ in Halle (Saale).
Ein Teil des künstlerischen Nachlasses Werner Rataiczyks ist online in der Werk-Datenbank Bildende Kunst Sachsen-Anhalt des Berufsverbands Bildender Künstler Sachsen-Anhalt dokumentiert.

## Ehrungen
- 1966: Kunstpreis der Stadt Halle (Saale)
- 1974: Händelpreis des Bezirkes Halle
- 1981: Vaterländischer Verdienstorden in Bronze
- 1986: Johannes-R.-Becher-Medaille

## Museen und öffentliche Sammlungen mit Werken Rataiczyks (unvollständig)
- Kunstmuseum Moritzburg Halle (Saale)
- Kulturhistorisches Museum Magdeburg
- Kunstsammlungen Chemnitz
- Kunsthalle Bad Kösen
- Museum Schloss Bernburg
- Pommersches Landesmuseum in Greifswald
- Kunstsammlung Gera
- Archiv und Kustodie der Burg Giebichenstein Kunsthochschule Halle (Saale)
- Kunstsammlung des Landes Sachsen-Anhalt[5]
- Stadt Halle (Saale)

## Werkbeispiele

### Bildteppiche (Entwürfe: Werner Rataiczyk, Ausführung: Rosemarie Rataiczyk)
- 1957–60 „Algerien-Teppich“, 3 × 4 m, Gobelin für das Pionierhaus in Karl-Marx-Stadt (heute in der Sammlung der Kunstsammlungen Chemnitz)
- 1959 „Arche Noah“, 0,7 × 2,3 m, Gobelin für St. Nicolai (Landsberg)
- 1959/60 Tierteppich / „Gut und Böse“, 2,2 × 5 m, Gobelin (Nachlass des Künstlers)
- 1961–63 „Vier Elemente“, 6,4 × 2,5 m, Gobelin für die Technische Hochschule Merseburg[6]
- 1965 „Halle-Teppich“, 3,3 × 5 m, Gobelin für das Interhotel Stadt Halle (Maritim)[7] (Nachlass des Künstlers)
- 1966 „Der Mann“ und „Die Frau“, je 4,4 × 2,2 m, Gobelins für die Komische Oper Berlin[8] (Nachlass des Künstlers)
- 1971–72 „Die Lernende Frau“, 2,5 × 4 m, Gobelin für das Standesamt Halle (Saale) (heute Stadtmuseum Halle)
- 1975 „Kräfte des Lebens und der Erde“, 2 × 2 m, Gobelin, Humboldt-Universität Berlin[9]
- 1977 „Variationen“, 1,5 × 2 m, Gobelin für das Kloster Unser Lieben Frauen, Magdeburg (heute in der Sammlung des Kulturhistorischen Museums Magdeburg)
- 1981/82 „Entwicklung der Wissenschaften“, 2 × 6 m, Gobelin für den Senatssaal der Humboldt-Universität, Berlin
- 1983 „Kunst und Wissenschaft“, 2 × 2,8 m, Gobelin (heute in der Kunstsammlung des Landes Sachsen-Anhalt)
- 1984–87 „Der Tag“, „Die Nacht“, je 2 × 2 m, „Klänge der Natur“, 2 × 4 m, Gobelins für das Kulturzentrum der DDR in Paris (heute in der Sammlung des Auswärtigen Amts)
- 1988/89 „Tiere des Waldes“, 2 × 3,4 m, Gobelin für das Schloss Allstedt
- 1991 „Baum des Lebens“, 180 × 103 cm, Gobelin für das Gemeindezentrum der evangelischen Philippuskirche in Dresden-Gorbitz[10]
- 1993 „Riff“, 2 × 1,1 m, Gobelin (Nachlass des Künstlers)
- 2000 „Pflanzen und Tiere“, 1,88 × 1,77 m, Gobelin für Privatsammlung

### Glasgestaltungen

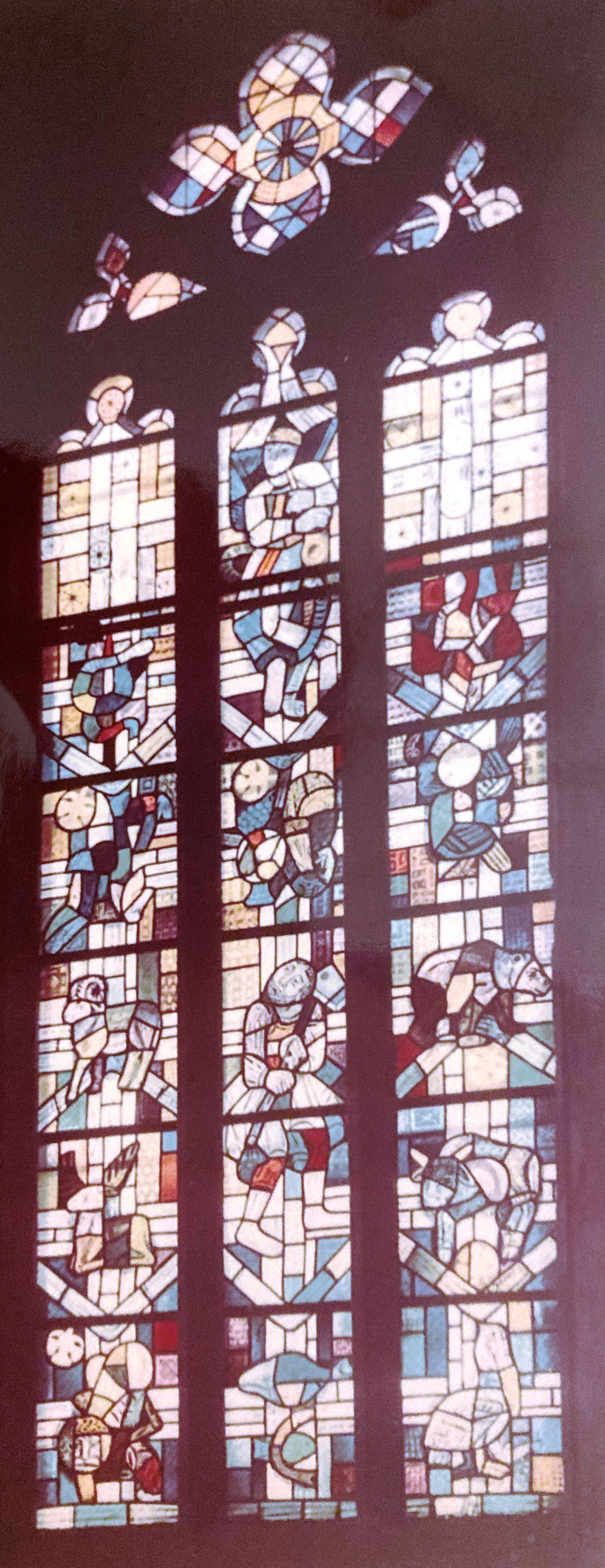
Werner Rataiczyk: Fenster für St. Bartholomäus in Blankenburg (Harz), 1964, Foto: Matthias Rataiczyk

- 1959 Fenster in der Chorapsis, Bleiverglasung, St. Nicolai in Landsberg
- 1964 Fenster (1 Joch) für St. Bartholomäus in Blankenburg
- 1968 Fenster in der Altarwand der katholischen Kirche St. Nikolai in Bernburg
- 1970 „Aus der Tierwelt“, 5 Fenster à 2 × 2 m, Schwarzlotmalerei, bleiverglast, für den Speisesaal des Leichtmetallwerks in Nachterstedt
- 1973 6 Vorhängescheiben à 1,4 × 0,75 m und 7 Vorhängescheiben, Durchmesser 1,2 m, Schwarzlotmalerei, bleiverglast, für den Speisesaal des Haushaltgroßgeräte-Kombinat, Schwarzenberg
- 1974 11 Fenster à 2 × 2 m, Schwarzlotmalerei, bleiverglast, für den Speisesaal der Großwäscherei in Halle-Ammendorf
- 1975 „Die vier Jahreszeiten“, 4 Fenster, Bleiverglasung, für das Treppenhaus des Hotels „Rotes Ross“ in Halle (Saale)
- 1977 Glastrennwand, 32 m², farbiges Glas, geklebt, für den Speisesaal der Chemischen Werke in Buna
- 1984 2 Fenster und 11-teilige Obergaden-Fenstergestaltung für die katholische Kirche St. Marien in Halle-Beesen
- 1991 „Elisabeth-Fenster“, Hauptfenster, 3,6 × 3,2 m, und 4 Eckfenster, 0,75 × 0,4 m, zum Leben der Heilige Elisabeth von Thüringen, Schwarzlotmalerei, bleiverglast, für die Empfangshalle des St. Elisabeth Krankenhauses in Halle (Saale), gemeinsam mit Matthias Rataiczyk
- 1993 Hauptfenster und 2 Begleitfenster, Bleiverglasung, für die Aussegnungshalle in Freiberg

### Architekturbezogene Kunst
- 1959 Ausmalung und Wandgestaltung sowie textile Gestaltung im Altarraum des Gemeindehauses der Pauluskirche (Halle)[11]
- 1962 „Leidenskreuz“, 7 × 3,6 m, Applikation, für die katholische Kirche St. Dionysius (Hundeshagen) (gemeinsam mit Rosemarie Rataiczyk)
- 1976 Wandgestaltung, 3 × 9 m, Holz, versilbert, bemalt, für den Speisesaal des Braunkohle-Kraftwerks in Vockerode
- 1977 Wandgestaltung gegenüber der Glastrennwand im Speisesaal der Chemischen Werke in Buna
- 1981 „Die vier Jahreszeiten“, Gestaltung einer Säule, Malerei auf Kreidegrund, teilweise versilbert, für das Altenheim Halle-Neustadt

### Druckgrafik
- Bessemerei (1975, Linolschnitt, 37 × 47 cm)[12]

## Ausstellungen (unvollständig)

### Einzelausstellungen
- 1967 Wort und Werk, Leipzig; Kleine Galerie der Staatlichen Galerie Moritzburg, Halle (Saale)
- 1972 Kunstkaten, Ahrenshoop (gemeinsam mit Rosemarie Rataiczyk)
- 1973 Kunsthalle, Bad Kösen (gemeinsam mit Rosemarie Rataiczyk)
- 1973 Staatliche Galerie Moritzburg, Halle (Saale) (gemeinsam mit Rosemarie Rataiczyk)
- 1986 Galerie Marktschlößchen, Halle (Saale)
- 1987 Nationalmuseum Damaskus (Syrische Nationalgalerie), Damaskus (gemeinsam mit Rosemarie Rataiczyk)
- 1993 Schloss Gifhorn, Gifhorn (gemeinsam mit Rosemarie Rataiczyk)
- 1996 Kunstverein „Talstrasse“ e. V., Halle (Saale); Galerie Hebecker, Weimar
- 2010 Anhaltischer Kunstverein, Meisterhaus Kandinsky/Klee, Dessau
- 2014 Galerie f2-halle für kunst, Halle (Saale)
- 2016 Galerie f2-halle für kunst, Halle (Saale) (gemeinsam mit Rosemarie Rataiczyk)

### Teilnahme an zentralen und wichtigen regionalen Ausstellungen in der DDR
- 1958/1959, 1967/1968, 1972/1973, 1977/1978 und 1982/1983: Dresden, Vierte und VI. Deutsche Kunstausstellung und VII. bis IX. Kunstausstellung der DDR
- 1969, 1974, 1979 und 1984: Halle/Saale, Bezirkskunstausstellungen